# 卡斯泰尔诺-瓦朗斯
卡斯泰尔诺-瓦朗斯（法語：Castelnau-Valence，法語發音：[kastɛlno valɑ̃s]）是法国加尔省的一个市镇，属于阿莱斯区。该市镇于1813年由原市镇卡斯泰尔诺（Castelnau）和瓦朗斯（Valence）合并而成。

## 地理
卡斯泰尔诺-瓦朗斯（44°0'32"N, 4°15'7"E）面积10.27 平方千米，位于法国奧克西塔尼大區加尔省，该省份为法国南部沿海省份，南端濒地中海，北起顺时针与阿尔代什省、沃克吕兹省、罗讷河口省、埃罗省、阿韦龙省和洛泽尔省接壤。
与卡斯泰尔诺-瓦朗斯接壤的市镇（或旧市镇、城区）包括：布里尼翁、科洛尔格、穆萨克、圣塞赛尔-德戈济尼昂、圣代泽里、圣莫里斯-德卡兹维埃耶。

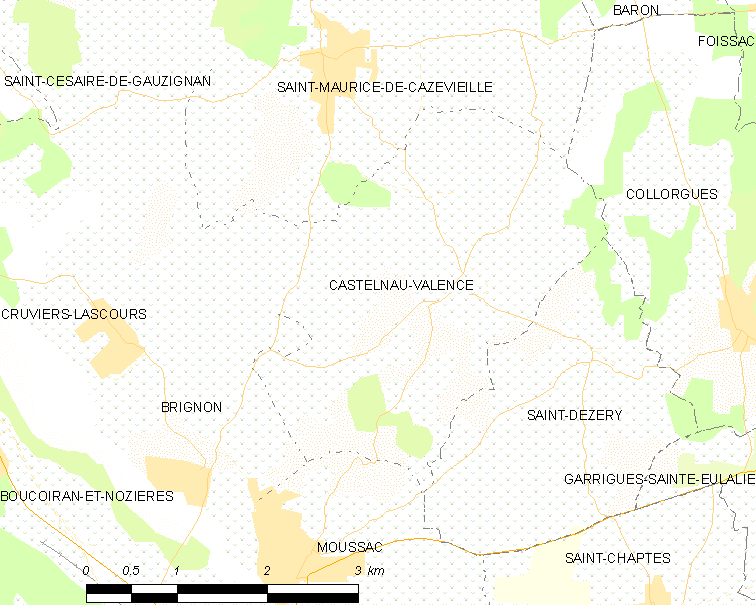
卡斯泰尔诺-瓦朗斯的OSM定位图

卡斯泰尔诺-瓦朗斯的时区为UTC+01:00、UTC+02:00（夏令时）。

## 行政
卡斯泰尔诺-瓦朗斯的邮政编码为30190，INSEE市镇编码为30072。

## 政治
卡斯泰尔诺-瓦朗斯所属的省级选区为阿莱斯第三县。

## 人口

1962-2008年间卡斯泰尔诺-瓦朗斯人口变化图示

卡斯泰尔诺-瓦朗斯于2022年1月1日时的人口数量为482人。